# Kanton Amiens-7 (Sud-Ouest)
Der Kanton Amiens-7 (Sud-Ouest) war von 1801 bis 2015 ein französischer Wahlkreis im Arrondissement Amiens, im Département Somme und in der Region Picardie; sein Hauptort war Amiens. Der Kanton lag im Mittel 32 m, zwischen 14 m und 106 m. Die höchste und die niedrigste Erhebung lagen jeweils in Amiens.

## Gemeinden
Der Kanton bestand aus einer Gemeinde und einem Teil der Stadt Amiens (angegeben ist hier die Gesamteinwohnerzahl; im Kanton lebten etwa 18.800 Einwohner der Stadt):
| Gemeinde     | Einwohner Jahr | Fläche km² | Bevölkerungsdichte | Code INSEE | Postleitzahl |
| ------------ | -------------- | ---------- | ------------------ | ---------- | ------------ |
| Amiens       | 132.699 (2013) | –          | – Einw./km²        | 80021      | 80000        |
| Pont-de-Metz | 2.388 (2013)   | 7,69       | 311 Einw./km²      | 80632      | 80480        |